# Fernando Rodney
Fernando Rodney (ur. 18 marca 1977) – dominikański baseballista występujący na pozycji miotacza (relief pitchera) w Oakland Athletics.

## Kariera
W listopadzie 1997 podpisał kontrakt jako wolny agent z Detroit Tigers i początkowo występował  klubach farmerskich tego zespołu, między innymi w Toledo Mud Hens, reprezentującym poziom Triple-A. W Major League Baseball zadebiutował 4 maja 2002 w meczu przeciwko Minnesota Twins jako reliever, w którym zanotował porażkę.
Po zakończeniu sezonu 2003 zmuszony był przejść operację Tommy’ego Johna i w sezonie następnym nie wystąpił w żadnym spotkaniu. W 2006 zagrał w czterech meczach World Series, w których Tigers przegrali z St. Louis Cardinals 1–4. W grudniu 2009 podpisał jako wolny agent dwuletni kontrakt wart 11 milionów dolarów z Los Angeles Angels of Anaheim.
W styczniu 2012 został zawodnikiem Tampa Bay Rays. W tym samym roku po raz pierwszy zagrał w Meczu Gwiazd, a w głosowaniu do nagrody Cy Young Award dla najlepszego miotacza w American League zajął 5. miejsce. Ponadto został wybrany najlepszym relieverem w MLB.
W lutym 2014 podpisał dwuletni kontrakt wart 14 milionów dolarów ze Seattle Mariners. W lipcu 2014 prowadząc w klasyfikacji pod względem save'ów, otrzymał po raz drugi w karierze powołanie do AL All-Star Team, zastępując kontuzjowanego Davida Price'a. W tym samym roku zaliczył najwięcej save'ów w MLB (48) i pobił klubowy rekord pod tym względem z 2001 roku należący do Kazuhiro Sasakiego. Pod koniec sezonu 2015 grał w Chicago Cubs. 3 lutego 2016 podpisał roczny z opcją przedłużenia o rok kontrakt z San Diego Padres.
30 czerwca 2016 w ramach wymiany przeszedł do Miami Marlins. 9 grudnia 2016 podpisał roczny kontrakt z Arizona Diamondbacks. 22 września 2017 w meczu przeciwko Miami Marlins został 28. miotaczem w historii MLB, który osiągnął pułap 300 save’ów. W grudniu 2017 został zawodnikiem Minnesota Twins, zaś w sierpniu 2018 Oakland Athletics.

## Nagrody i wyróżnienia
| Nagroda/wyróżnienie          | Lata             | Źródło |
| 3× All-Star                  | 2012, 2014, 2016 | [ 1 ]  |
| MLB Delivery Man of the Year | 2012             | [ 6 ]  |